# Premio Grawemeyer
El Premio Grawemeyer  es un premio anual estadounidense que originalmente premiaba una composición musical. Fue instituido por el industrial, empresario y mecenas H. Charles Grawemeyer, en la Universidad de Louisville en 1984.

## Historia
En 1983, Charles Grawemeyer se reunió con el doctor Jerry Ball, decano de la Escuela de Música de la Universidad de Louisville, para discutir sobre la idea de crear un premio de música, sin que Grawemeyer estuviera seguro de merecer tal honor. Así que hablaron sobre composición, concluyendo la conversación de Grawemeyer, según el doctor Ball, con "si hacemos algo similar quizás podríamos encontrar a otro Mozart."
El Premio de Composición fue la primera de las cinco categorías del premio (le siguieron en 1988, Ideas para mejorar el orden mundial («Ideas Improving World Order»); en 1989, Educación; en 1990, Religión; y, finalmente, en 2000, Psicología). Siendo el primero, llevó casi dos años cerrar todos los detalles del programa. El procedimiento del premio Nobel fue estudiado e incorporado en parte. Pero Grawemeyer quería tener un jurado más democrático, y estableció un proceso de selección en tres niveles: en el primero, las universidades y las escuelas de música; en el segundo, un jurado internacional de profesionales; y en el tercero, un jurado de aficionados no profesionales, pero si bien informados (la Fundación Grawemeyer insiste en que las grandes ideas no son exclusivamente dominio de expertos académicos).
El premio fue concedido por primera vez en 1985, al compositor polaco Witold Lutoslawski, por su obra Sinfonía nº 3. Desde entonces, el premio ha adquirido un gran reconocimiento internacional como uno de los primeros premios de composición, al que regularmente se presentan entre 150 y 200 composiciones de todo el mundo.

"Charlie Grawemeyer podría haber ido a cualquier escuela del país, a cualquier orquesta, cualquier compañía de opera, cualquier lugar que hubiera querido ir para ofrecer su premio. Es maravilloso que lo conserve en casa y honre a su universidad" («"Charlie Grawemeyer could have gone to any school in the country, to any orchestra, any opera company, any place he might want to go to offer this prize. It's wonderful that he kept it at home and honored his university»
 Dr. Jerry  Ball.

Pese al intento de seleccionar de forma abierta los jurados, en 1998, Kyle Gann escribió un artículo en que manifestaba que tras haber repasado los mejores premios de composición de Norteamérica —incluyendo el Premio Pulitzer, el Premio Grawemeyer, el Prix de Rome, el Premio Koussevitsky, el Premio Guggenheim, el Fromm Commission y el Premio Copland Fund, entre otros— descubrió que el panel de premios a menudo incluía los mismos siete nombres que repetidamente formaban los jurados: Gunther Schuller, Joseph Schwantner, Jacob Druckman (ya fallecido), George Perle, John Harbison, Mario Davidovsky y Bernard Rands. Gann concluyó que, puesto que todos eran hombres blancos y del mismo entorno estético eurocentrico, los premios de composición de las dos últimas décadas en EE. UU. había sido desafortunadamente mediatizados. 

I once researched the top composition prizes in America -the Pulitzer, Grauwemeyer, Prix de Rome, Koussevitsky, Guggenheim, Fromm Commission, Copland Fund, and a few others. On the panels of those prizes I found the same seven names over and over as judges: Gunther Schuller, Joseph Schwantner, Jacob Druckman (recently deceased), George Perle, John Harbison, Mario Davidovsky, Bernard Rands. All of them white men, all of them coming pretty much from the same narrow Eurocentric aesthetic. For awhile John Adams was on the Koussevitsky panel, but he reportedly quit in disgust over the narrowmindedness of the other panelists. These seven men have determined who wins the big prizes in American music for the last two decades. They have made sure that Downtown composers never win.
 Kyle Gann, 1998 

## Funcionamiento del premio
El premio fue dotado inicialmente con un fondo de 9 millones de dólares por la Fundación Grawemeyer («Grawemeyer Foundation»). La cuantía del premio inicial era, para cada una de las categorías, de 150.000 $, cantidad que fue incrementada hasta los 200.000 $ en el año 2000 (abonable en cinco pagos anuales de 40.000 $).
Las obras que pueden ser presentadas serán obras de compositores vivos, del tipo que sea (aunque no limitadas): coral, orquestal, de cámara, electrónica, ciclo de canciones, danza, opera, teatro musical o solo extenso. Deberán de haber sido estrenadas durante el periodo de tiempo de cinco años anterior al año del premio (por ejemplo, para el premio del año 2002 el periodo iría del 1 de enero de 1996 hasta el 31 de diciembre de 2000).
Los criterios del jurado serán solo la excelencia y la originalidad. Serán nominados solamente compositores y podrán serlo por organizaciones musicales profesionales, intérpretes y grupos, directores de orquesta, críticos y editores o directores de escuelas y departamentos profesionales de música. No es válida la autonominación. Se deberán enviar partituras completas, cintas o CD de la obra completa, carta de presentación del nominante, biografía del compositor, así como la aceptación de que la documentación no será devuelta y permanecerá como fondos del archivo de la universidad. 
Las obras serán seleccionadas inicialmente por un comité de músicos. A continuación pasarán a ser evaluadas por un jurado de tres destacados músicos profesionales. La selección final será hecha por siete miembros, altamente informados pero que no sean profesionales de la música. La Universidad deberá sancionar la recomendación final. El premiado deberá de recibir personalmente el galardón y dar una conferencia en Louisville.

## Galardonados

### Composición musical
| Año  | Compositor           | Nacionalidad    | Obra premiada                                            |
| ---- | -------------------- | --------------- | -------------------------------------------------------- |
| 1985 | Witold Lutoslawski   | Polonia         | Symphony No. 3.                                          |
| 1986 | György Ligeti        | Hungría         | Etudes for piano.                                        |
| 1987 | Harrison Birtwistle  | Reino Unido     | The Mask of Orpheus.                                     |
| 1988 | No hubo premiado.    |                 |                                                          |
| 1989 | Chinary Ung          | Camboya         | Inner Voices.                                            |
| 1990 | Joan Tower           | Estados Unidos  | Silver Ladders.                                          |
| 1991 | John Corigliano      | Estados Unidos  | Symphony No. 1.                                          |
| 1992 | Krzysztof Penderecki | Polonia         | Adagio for large orchestra.                              |
| 1993 | Karel Husa           | República Checa | Concerto for Cello and Orchestra.                        |
| 1994 | Tōru Takemitsu       | Japón           | Fantasma/Cantos for clarinet and orchestra.              |
| 1995 | John Adams           | Estados Unidos  | Violin Concerto.                                         |
| 1996 | Ivan Tcherepnin      | Rusia           | Double Concerto for Violin, Cello and Orchestra.         |
| 1997 | Simon Bainbridge     | Reino Unido     | Ad Ora Incerta -- Four Orchestral Songs from Primo Levi. |
| 1998 | Tan Dun              | China           | Marco Polo.                                              |
| 1999 | No hubo premiado.    |                 |                                                          |
| 2000 | Thomas Adès          | Reino Unido     | Asyla.                                                   |
| 2001 | Pierre Boulez        | Francia         | Sur Incises.                                             |
| 2002 | Aaron Jay Kernis     | Estados Unidos  | Colored Field.                                           |
| 2003 | Kaija Saariaho       | Finlandia       | L'amour de loin.                                         |
| 2004 | Unsuk Chin           | China           | Concerto for Violin and Orchestra.                       |
| 2005 | George Tsontakis     | Estados Unidos  | Violin Concerto No. 2.                                   |
| 2006 | György Kurtág        | Hungría         | ...Concertante... for violin, viola, and orchestra.      |
| 2007 | Sebastian Currier    | Estados Unidos  | Static for flute, clarinet, violin, 'cello, and piano    |
| 2008 | Peter Lieberson      | Estados Unidos  | Neruda Songs                                             |
| 2009 | Brett Dean           | Australia       | The Lost Art of Letter Writing                           |
| 2010 | York Hoeller         | Alemania        | Spheres                                                  |
| 2011 | Louis Andriessen     | Países Bajos    | La Commedia                                              |
| 2012 | Esa-Pekka Salonen    | Finlandia       | Violin Concerto                                          |
| 2013 | Michel van der Aa    | Países Bajos    | Up-close                                                 |
| 2014 | Djuro Zivkovic       | Serbia          | On the Guarding of the Heart                             |
| 2015 | Wolfgang Rihm        | Alemania        | IN-SCHRIFT 2                                             |

### Educación
- 1989: Bertrand Schwartz
- 1990: Howard Gardner
- 1991: Kieran Egan
- 1992: Carol Gilligan
- 1993: Roland Tharp y Ronald Gallimore
- 1994: John T. Bruer
- 1995: Shirley Brice Heath y Milbrey W. McLaughlin
- 1996: Victoria Purcell-Gates
- 1997: Mike Rose
- 1998: L. Scott Miller
- 1999: No premiado
- 2000: Vanessa Siddle Walker
- 2001: William G. Bowen y Derek Bok
- 2002: Martha Nussbaum
- 2003: Deborah Brandt
- 2004: No premiado
- 2005: Elliot W. Eisner
- 2006: Lee Shulman
- 2007: James Comer
- 2008: Edward Zigler, Walter Gilliam y Stephanie Jones
- 2009: Paul Attewell y David Lavin
- 2010: Keith Stanovich
- 2011: No premiado
- 2012: Linda Darling-Hammond
- 2013: Pasi Sahlberg
- 2014: Diane Ravitch
- 2015: Michael Fullan y Andy Hargreaves

### Contribuciones al orden mundial
- 1988: Richard Neustadt y Ernest May
- 1989: Robert Keohane
- 1990: Robert Jervis
- 1991: Informe Brundtland
- 1992: Samuel Huntington; Herman Daly y John Cobb
- 1993: Donald Harman Akenson
- 1994: Mijaíl Gorbachov
- 1995: Gareth Evans
- 1996: Max Singer y Aaron Wildavsky
- 1997: Herbert Kelman
- 1998: No premiado
- 1999: No premiado
- 2000: Margaret E. Keck y Kathryn Sikkink
- 2001: Janine Wedel
- 2002: No premiado
- 2003: Stuart Kaufman
- 2004: John Braithwaite y Peter Drahos
- 2005: Francis Deng y Roberta Cohen
- 2006: Fiona Terry
- 2007: Roland Paris
- 2008: Philip Tetlock
- 2009: Michael Johnston
- 2010: Trita Parsi
- 2011: Kevin Bales
- 2012: Severine Autesserre
- 2013: Erica Chenoweth y Maria Stephan
- 2014: Jacques Hymans
- 2015: Mark Weiner

### Psicología
- 2001: Michael Posner, Marcus Raichle y Steven Petersen
- 2002: James McClelland y David Rumelhart
- 2003: Daniel Kahneman y Amos Tversky
- 2004: Aaron T. Beck
- 2005: Elizabeth Loftus
- 2006: John O'Keefe y Lynn Nadel
- 2007: Giacomo Rizzolatti, Vittorio Gallesi y Leonardo Fogassi
- 2008: Albert Bandura
- 2009: Anne Treisman
- 2010: Ronald Melzack
- 2011: Walter Mischel
- 2012: Leslie Ungerleider y Mortimer Mishkin
- 2013: Irving Gottesman
- 2014: Antonio Damasio
- 2015: James McGaugh
- 2016: Steven Maier
- 2017: Marsha Linehan
- 2018: Robert Sternberg
- 2019: Kent Berridge y Terry Robinson
- 2021: Robert Plomin

### Religión
- 1990: E. P. Sanders
- 1991: John Hick
- 1992: Ralph Harper
- 1993: Elizabeth A. Johnson
- 1994: Stephen L. Carter
- 1995: Diana L. Eck
- 1996: No premiado
- 1997: Larry L. Rasmussen
- 1998: Charles Marsh
- 1999: No premiado
- 2000: Jürgen Moltmann
- 2001: James Kugel
- 2002: Miroslav Volf
- 2003: Mark Juergensmeyer
- 2004: Jonathan Sacks
- 2006: Marilynne Robinson
- 2007: Timothy Tyson
- 2008: Margaret A. Farley
- 2009: Donald Shriver Jr.
- 2010: Eboo Patel
- 2011: Luke Timothy Johnson
- 2012: Barbara D. Savage
- 2013: Leila Ahmed
- 2014: Tanya Luhrmann
- 2015: Willie James Jennings
- 2016: Susan R. Holman
- 2017: Gary Dorrien